# Klometiazol

Strukturformel för klometiazol.

Klometiazol, summaformel C6H8ClNS, ångestdämpande och lugnande läkemedel som är narkotikaklassat. I Sverige säljs preparatet under handelsnamnet Heminevrin. 
Läkemedlet används som sömnmedel och lugnande vid delirium tremens, predeliriösa tillstånd och abstinenssymptom efter alkoholmissbruk, vid sömnstörningar samt agitations- och förvirringstillstånd inom geriatriken. Det är även kramplösande. Full effekt nås relativt hastigt med detta medel med en full plasmakoncentration redan efter 90 minuter (gelatinkapsel) och 60 minuter (droppar). 
Det saluförs i Sverige av Cheplapharm och biverkningsprofilen är relativt mild. Halveringstiden är dock bara 4 timmar hos friska personer och upp till 8 timmar hos äldre och leverskadade. 
Det är narkotikaklassat i Sverige, ingående i förteckning V, vilket innebär att det inte omfattas av internationella narkotikakonventioner.